# Catutoichthys olsacheri
Catutoichthys olsacheri è un pesce osseo estinto, appartenente agli amiiformi. Visse nel Giurassico superiore (Titoniano, circa 150 milioni di anni fa) e i suoi resti fossili sono stati ritrovati in Sudamerica.

## Descrizione
Questo pesce era di medie dimensioni, e doveva raggiungere i 30 centimetri di lunghezza. Il corpo era fusiforme e allungato, ricoperto di scaglie. La pinna caudale era grande, omocerca (ovvero con due lobi di egual misura) e profondamente incisa. La pinna dorsale era posizionata a circa metà del dorso ed era bassa e di forma triangolare. La colonna vertebrale era costituita da vertebre diplospondile, con basidorsali triangolari e basiventrali ben sviluppati e a forma di ventaglio. Erano presenti 12 o più infraemali nella regione caudale preurale. Le spine neurali ed emali erano fortemente inclinate rispetto all'asse corporeo, a un angolo di circa 14°. Le scaglie erano arrotondate e prive di ornamentazione, ed erano simili a quelle di altri animali simili come Caturus e l'attuale Amia calva. 

## Classificazione
Catutoichthys olsacheri venne descritto per la prima volta nel 2016, sulla base di un fossile ritrovato nella formazione Vaca Muerta (membro Los Catutos) in Argentina, risalente al Titoniano. Dopo alcune iniziali attribuzioni incerte agli amiiformi o ai pachicormiformi ma senza una descrizione formale, questo pesce è stato ascritto con una certa sicurezza alla famiglia Caturidae, un gruppo di pesci predatori diffusi soprattutto nel Giurassico europeo. 

## Significato dei fossili
Il ritrovamento di un caturide in Sudamerica, oltre ad ampliare l'orizzonte geografico della famiglia, rafforza l'ipotesi di uno scambio faunistico avvenuto durante il Giurassico tra l'oceano paleo-Pacifico e l'oceano Tetide attraverso un corridoio marino che comprende il mare caraibico, dove sono stati ritrovati fossili del genere Caturus.